# 长苞荠苧
长苞荠苧（学名：Mosla longibracteata），为唇形科石荠苧属下的一个植物种。